# لی دیوید
این یک نام کره‌ای است؛ نام خانوادگی لی است.
لی دیوید (کره‌ای: 이다윗؛ انگلیسی: Lee David؛ زادهٔ ۳ مارس ۱۹۹۴) بازیگر اهل کره جنوبی است. او بیشتر به خاطر ایفای نقش مکمل در شاعری، خط مقدم و کلاس ایته‌‌وون شناخته می‌شود. او همچنین در رومنس جو و پلوتو نیز حضور پیدا کرده‌است.

## زندگی شخصی
لی دیوید در ۱۸ اکتبر ۲۰۲۱، در خدمت سربازی ثبت نام کرد و پستی در این رابطه در اینستاگرام منتشر کرد.